# Олдајн (Тексас)
Олдајн (енгл. Aldine) насељено је место без административног статуса у америчкој савезној држави Тексас.

## Демографија
По попису из 2010. године број становника је 15.869, што је 1.89 (13,5%) становника више него 2000. године.
| Група             | 2000.         | 2010.          |
| Белци             | 4.731 (33,8%) | 2.026 (12,8%)  |
| Афроамериканци    | 816 (5,8%)    | 454 (2,9%)     |
| Азијати           | 477 (3,4%)    | 312 (2,0%)     |
| Хиспаноамериканци | 7.875 (56,3%) | 13.036 (82,1%) |
| Укупно            | 13.979        | 15.869         |